# Paraguay (řeka)
Paraguay (španělsky Río Paraguay, portugalsky Rio Paraguai, guaraní Ysyry Paraguái) je řeka v Jižní Americe, pravý přítok řeky Paraná. Protéká Brazílií (státy Mato Grosso, Mato Grosso do Sul) a Paraguayí a částečně tvoří jejich státní hranici s Bolívií a Argentinou (provincie Formosa, Chaco). Je 2 200 km dlouhá[zdroj?] (podle jiných zdrojů 2 621 km). Povodí má rozlohu 1 150 000 km².

## Průběh toku
Pramení v severozápadní části Brazilské vysočiny. Teče převážně na jih a protéká rozsáhlou bažinatou propadlinou Pantanal a nížinnou částí Gran Chaca. Hlavní přítoky jsou Rio Verde, Pilcomayo a Bermejo. Koryto řeky je členité a vytváří četné písečné mělčiny a ostrovy, které ztěžují lodní dopravu. Šířka řeky na středním toku dosahuje 300 až 600 m a na dolním toku 1 až 1,5 km při hloubce 10 až 20 m.

### Přítoky
- zleva – Rio Cuiabá, Rio São Lourenço, Rio Taquari (Rio Negro), Corixo do Cerado, Rio Miranda (Rio Aquidauana), Rio Branco, Rio Apa, Jejui-Guazú a Tebicuary
- zprava – Rio Jauru, Río Curiche Grande/Corixo Grande, Río El Pimiento, Rio Verde, Pilcomayo, Monte Lindo, Pilagá, Salado, Bermejo, Río de Oro

## Vodní režim
V období sucha (červenec, srpen) mnohé řeky v povodí Paraguaye vysychají a jen největší přítoky přinášejí vodu. Na jaře a především v létě v období dešťů (tj. od října do dubna) mají přítoky hodně vody, rozlévají se do okolí a zatápějí široká prostranství. Tyto povodně zasahují vlastní řeku Paraguay až v květnu a červnu. Díky tomu má na dolním toku dostatek vody po celý rok. Průměrný roční průtok u Asunciónu činí 2 940 m³/s a v ústí 4 000 m³/s.

## Využití
Řeka je hlavní transportní magistrálou Paraguaye. Pravidelné prohlubování koryta umožňuje lodím s ponorem až 2 m plout až do města Concepción a lodím s menším ponorem až do města Corumbá. Do Asunciónu mohou proplouvat oceánské lodě.